# Королёв, Анатолий Алексеевич
Анатолий Алексеевич Королёв — советский хозяйственный, государственный и политический деятель.

## Биография
Родился в 1911 году в Грязях. Член КПСС с 1932 года.
С 1927 года — на хозяйственной, общественной и политической работе. В 1927—1971 гг. — рабочий, кондуктор, слесарь-ремонтник железнодорожных мастерских, в РККА, агитатор, помощник начальника политотдела отделения железной дороги, заведующий отделом, второй секретарь Воронежского обкома ВКЛСМ, секретарь парторганизации управления Юго-Восточной железной дороги, политрук военно-восстановительной службы, в Воронежском обкоме ВКП(б), первый секретарь Железнодорожного райкома ВКП(б) города Воронежа, первый секретарь Воронежского горкома КПСС, председатель Воронежского областного промышленного комитета народного контроля, первый секретарь Воронежского горкома КПСС, начальник Воронежского облуправления торговли.
Избирался депутатом Верховного Совета РСФСР 4-го, 5-го, 7-го созывов.
Делегат XX, XXI, XXII, XXIII съездов КПСС.
Умер после 1977 года.